# Francis Loudon
Jhr. Francis John Loudon, heer van Hardenbroek ('s-Gravenhage, 1 juni 1938) is een oud-topbankier en eigenaar van kasteel Hardenbroek.

## Biografie

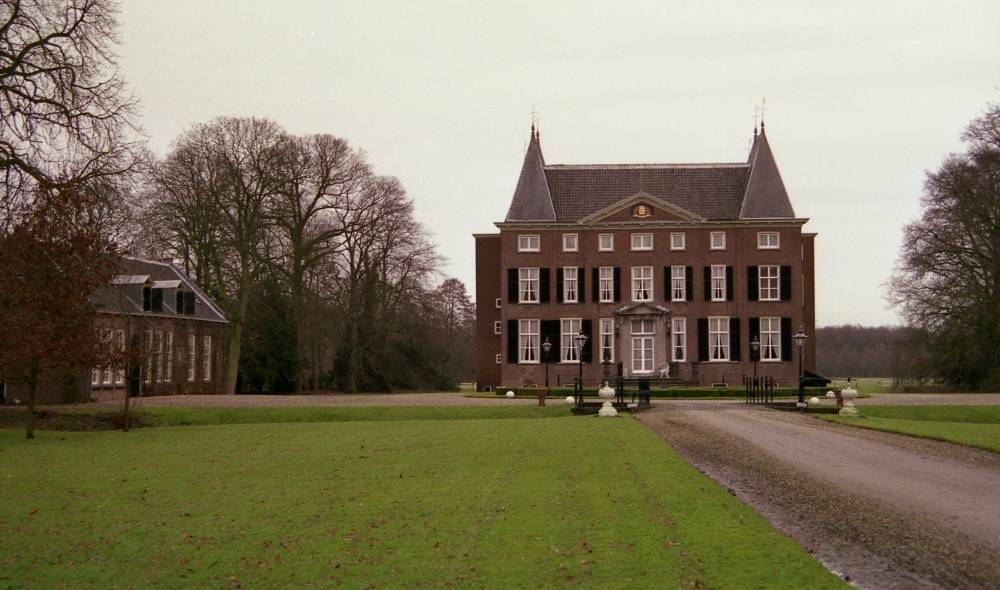
Kasteel Hardenbroek

Loudon is een telg uit de adellijke tak van het geslacht Loudon en een zoon van jhr. mr. Hugo Alexander Loudon (1908-1944) die tijdens de Tweede Wereldoorlog in krijgsgevangenschap omkwam, en jkvr. Henriette Arnoldine Snouck Hurgronje (1912-1994), telg uit het geslacht Snouck Hurgronje. Zijn moeder hertrouwde als weduwe in 1947 met mr. Gijsbert Carel Duco baron van Hardenbroek van Lockhorst, heer van Hardenbroek (1902-1960), hofdienaar, laatstelijk grootmeester van koningin Wilhelmina en Juliana, telg uit het geslacht Van Hardenbroek, en na het overlijden van haar tweede echtgenoot werd zij eigenaresse en vrouwe van Hardenbroek. Na het overlijden van zijn moeder werd Loudon eigenaar en heer van Hardenbroek. Hij is een broer van oud-AKZO-topman jhr. mr. Aarnout Loudon (1936-2021).
Loudon deed zijn kandidaatsexamen in de rechten aan de Rijksuniversiteit Utrecht in 1959, zijn doctoraal in 1964. In 1980 werd hij opgenomen in de raad van bestuur van de bankiersfirma Pierson, later MeesPierson, en zou daar topman blijven tot aan zijn pensioen; hij zette zich daar onder andere in voor investeringen in kunst en de filmindustrie. Daarnaast was hij lid van de raad van bestuur van de Amsterdamse effectenbeurs en voorzitter van de Stichting Toezicht Effectenverkeer.
Loudon trouwde in 1989 met jkvr. Wilhelmina Barnaart, telg uit het geslacht Barnaart en sinds 2015 Lid in de Orde van Oranje-Nassau; uit dit huwelijk werden geen kinderen geboren.
Jhr. mr. F.J. Loudon, Officier in de Orde van Oranje-Nassau, bewoont met zijn echtgenote kasteel Hardenbroek.